# Maxim Dubarenco
Maxim Dubarenco (n. 24 iunie 1993 în Chișinău) este un jucător profesionist de tenis din Republica Moldova. El este membru stabil al echipei naționale a Moldovei la Cupa Davis.

## Finale Junior Grand Slam

### Dublu: o finală
| Clasare  | An   | Turneu  | Suprafață | Partener          | Adversari în finală    | Scor     |
| Finalist | 2011 | US Open | Hard      | Vladislav Manafov | Robin Kern Julian Lenz | 5–7, 4–6 |